# Helige ärkeängeln Mikaels kyrka, Kanjiža
Helige ärkeängeln Mikaels kyrka (serbisk kyrilliska: Црква Светог арханђела Михаила; latinska: Crkva Svetog arhanđela Mihaila) är en serbisk-ortodox kyrkobyggnad belägen i staden Kanjiža, i distriktet Norra Banatet i provinsen Vojvodina, i norra Serbien.
Kyrkan är helgad åt ärkeängeln Mikael och tillhör Bačkas stift.

## Historik
Den tidigare kyrkan, som också var helgad åt ärkeängeln Mikael, byggdes år 1775. 1849 brann kyrkan ned.
Den nuvarande kyrkan byggdes 1851 och står på samma plats som den gamla.

## Inventarier
Fyra bevarade ikoner målades av barockmålaren Teodor Ilić Češljar.